# Pteraster robertsoni
Pteraster robertsoni är en sjöstjärneart som beskrevs av McKnight 1973. Pteraster robertsoni ingår i släktet Pteraster och familjen knubbsjöstjärnor.
Artens utbredningsområde är havet kring Nya Zeeland. Inga underarter finns listade i Catalogue of Life.